# Drake-átjáró
A Drake-átjáró vagy spanyol nevén Mar de Hoces (Hoces-tenger) a Dél-Amerika legdélebbi pontja, a Horn-fok és az Antarktisz legészakibb pontja közötti átjárót jelöli. Az átjáró köti össze az Atlanti-óceánt a Csendes-óceánnal. Az átjáró a 16. századi angol kalóz és felfedező, Sir Francis Drake után kapta a nevét, aki a Magellán-szoroson keresztül próbálta megkerülni Dél-Amerikát, de megmaradt hajóit egy vihar mélyen délre sodorta 1578. szeptemberben és aki a nagy nyílt víztömeg láttán megsejtette a két óceán közötti átjáró létezését.
Fél évszázaddal Drake útja előtt egy spanyol felfedező, Francisco de Hoces éppen a Magellán-szorosba akart behajózni, amikor egy vihar szintén délre sodorta és a feljegyzések szerint elérték a "föld végét", vagyis burkoltan utalt egy lehetséges átjáróra. Ezért a spanyol irodalomban és Latin-Amerikában általában a Mar de Hoces névvel utalnak az átjáróra.
Az átjárón első alkalommal a holland Eendracht nevű hajó kelt át 1616-ban, amelynek kapitánya a szintén holland Willem Schouten volt és aki szülővárosa után (Hoorn) elnevezte a Horn-fokot.

## Fekvés és domborzat
A 800 km széles átjáró a Horn-fok és a Déli-Shetland szigetekhez tartozó Greenwich Island között húzódik. A szoroson keresztül lehet a legrövidebb úton megközelíteni az Antarktiszt. Szintén a szoroson keresztül húzódik az Atlanti és a Csendes-óceánt elválasztó képzeletbeli vonal, amely a Horn-fok és a Snow Island között húzódik. A határvonal alternatív meghatározása a Horn-fokon áthaladó földrajzi hosszúsági fok.
A Dél-Amerikát megkerülő két másik útvonal, a Magellán-szoros és a Beagle-csatorna nagyon szűk és meglehetősen kevés helyet hagy, különösen a vitorlás hajók esetében, a manőverezéshez. A hegyekből hirtelen lezúduló szelek miatt nagy a veszélye annak, hogy a hajó a sziklákra sodródik és a nyugati irányba haladó hajóknak általában erős ellenszéllel és tengeráramlattal kell megküzdeni. Ezért ez a két átjáró mindig nagyon veszélyesnek számított és a Drake-átjáró felfedezése után a legtöbb vitorlás hajó utóbbit használta. Az egyetlen szárazföld az átjáróban a Diego Ramirez-szigetek kb. 50 km-re délnyugatra található a Horn-foktól.
Mivel a Drake-átjáróban, illetve ezen a szélességi fokon az egész világon nincsen egyetlen jelentős földtömeg, ezért a világ legnagyobb tengeráramlata alakult ki itt (az Atlanti Sarki Áramlás vagy Nyugatiszél-áramlás), amely az Amazonas folyó vízhozamánál 600-szor több hűvös vizet szállít.
A földtörténeti kutatások révén ismert, hogy az átjáró 41 millió évvel ezelőttig zárva volt, ezért a Csendes- és Atlanti-óceánok egyáltalán nem érintkeztek és az Antarktisz a jelenleginél melegebb, jégmentes volt. Az átjáró megnyílása után a meginduló áramlás úgy módosította az éghajlatot, hogy az Antarktisz jelentősen lehűlt.

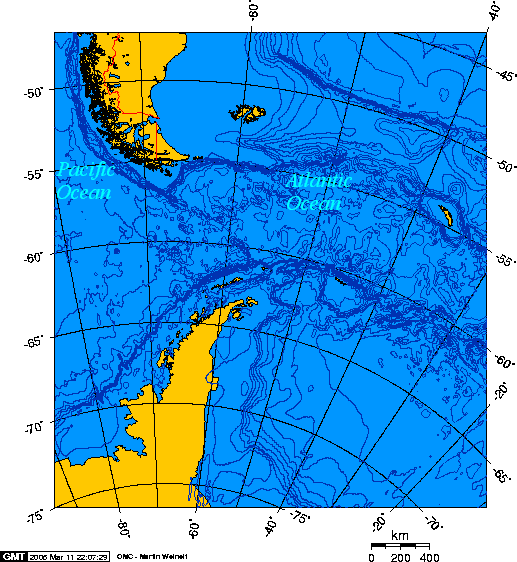
A Drake-átjáró vagy Mar de Hoces dél-Amerika és az Antarktisz között
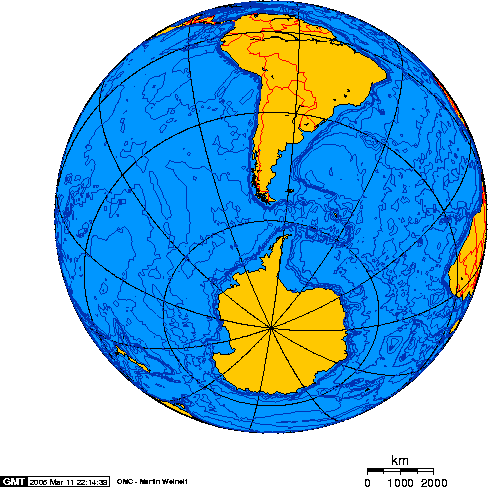
A Drake-átjáró
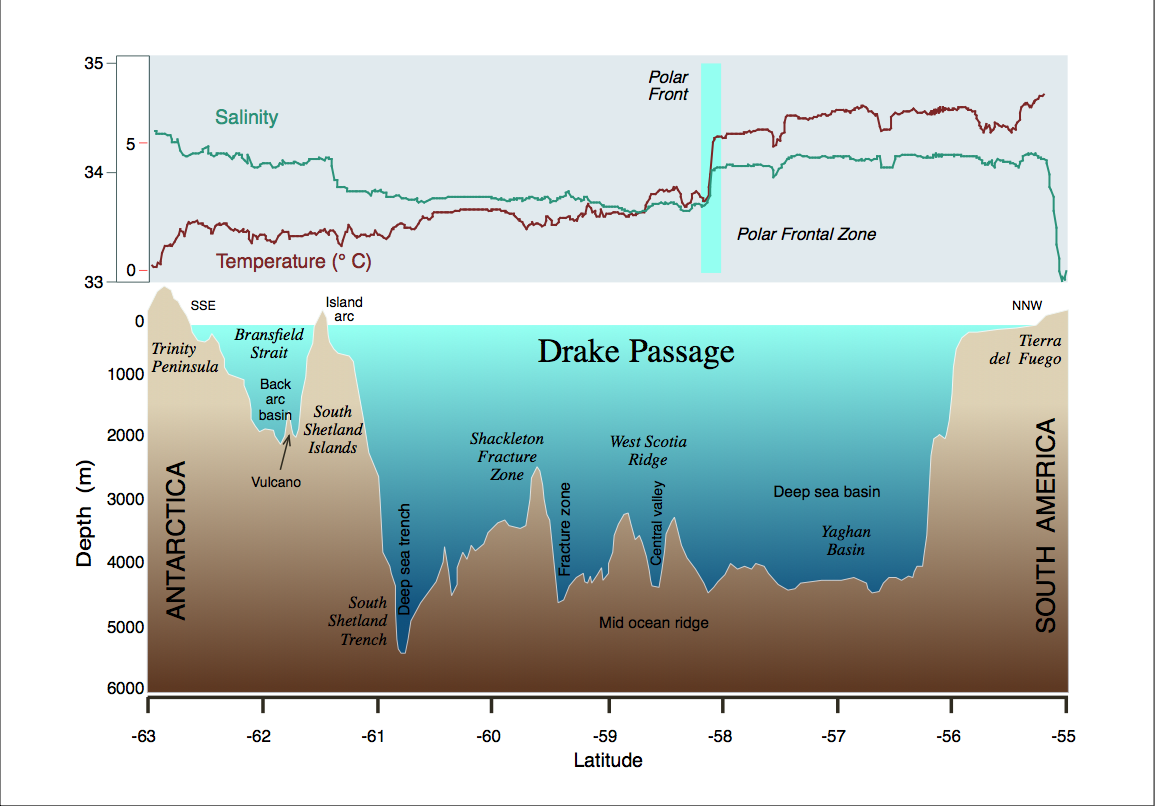

## Lásd még
- García de Nodal
- Magellán-szoros
- Beagle-csatorna
- Horn-fok

## Külső hivatkozások
- National Oceanography Centre, Southampton page of the important and complex bathymetry of the Passage
- A personal story describing crossing the Passage Archiválva 2013. október 7-i dátummal a Wayback Machine-ben
- A NASA image of an eddy in the Passage
- Larger-scale images of the passage from the US Navy (Rain, ice edge and wind images)